# Кількісний аналіз
Кі́лькісний ана́ліз (англ. quantitative analysis) — розділ аналітичної хімії, в якому визначають кількісний склад речовини: вміст її компонентів за елементним складом, йонним складом, складом за структурою органічної сполуки (в органічній хімії) тощо.
Аналіз хімічної речовини, результатом якого є визначена (оцінена) та виражена як числове значення у відповідних одиницях вимірювання кількість або концентрація частин вмісту аналізованого продукту. Якісний аналіз може проводитися без кількісного аналізу, але кількісний аналіз вимагає ідентифікації (встановлення якості) аналізованої речовини, для якого дається чисельна (кількісна) оцінка.

## Основні методи кількісного аналізу
- Титриметричний аналіз (Об'ємний аналіз)
- Гравіметричний аналіз
- Фотометрія та спектрофотометрія
- Хроматографія